# ラケル・ランセロス
ラケル・ランセロス (スペイン語: Raquel Lanseros、1973年生-) は、 ヘレス・デ・ラ・フロンテーラ（スペイン、アンダルシア州）出身の詩人及び翻訳者である。  

## 経歴
彼女の詩の作品のほとんどは、英語、フランス語、イタリア語、オランダ語、ヒンディー語、トルコ語、ヘブライ語、ギリシャ語、ロシア語、アルメニア語、セルビアクロアチア語、アラビア語、そしてポルトガル語へと翻訳されている。 そして彼女の作品は詞華集として多く出版され、スペインのみならずイタリア、メキシコ、ベルギー、フランス、ニカラグア、マセドニア、コロンビア、エルサルバドル、トルコ、チリ、ペルー、インド、エクアドル、ボリビア、アメリカそしてアルゼンチンでも出版されている。 
祖父が演劇の舞台監督であったため、孫娘にペドロ・カルデロン・デ・ラ・バルカの『人の世は夢』といった芝居の有名な古典的な独白や一人芝居を朗誦させており、これは本人が詩人を目指すことに影響した。
彼女は文化に特化した文学メディア、雑誌、ウェブページへの定期的な寄稿者である。 
翻訳者としては、 特にエドガー・アラン・ポー 、ルイス・キャロル 、 ルイ・アラゴンの作品の翻訳を行っている。 また、彼女はCERN、アカデミア・モンディアレ・デッラ・ポエジア、ジュネーヴ大学が後援するポップサイエンスプロジェクトの公式スペイン語翻訳者でもある。 
ランセロスは、 フェルナンド・マリアス・アモンドによって結成された芸術家集団Hijos de Mary Shelleyの一人である。

## 賞と栄誉
- 2018 批評家賞…詩集『マトリア』による。本賞は毎年、文学評論家の選考により、優れた物語と詩の本に与えられる[6]。

- アンダルシア批評家賞 （2019） [7]

- ウニカハ賞（2008） [8]

- バエサでのアントニオ・マチャド賞 （2009）

- ポエシア　デル　トレン賞（2011）

- ハエン賞 （2013）

- アドネイス賞 （2005年）にて、詩集『ディアリオ・デ・ウン・デステッロ』で第2位を受賞。

## 作品

### 詩
- マトリア （Visor, Madrid, 2018; 2ª ed. 2019）
- 小さなとげは小さい （Hiperión, Madrid, 2013; 2 ed。2014）
- Fino a che siamo Itaca （CartaCanta Editore,Forlì、2016）
- Journal d'un scintillement （Les Éditions du Paquebot, Paris, 2012）
- クロニリア （Hiperión, Madrid, 2009), (Valparaíso Ediciones USA, Tennessee, 2014)
- 霧の目 （Visor, Madrid, 2008)
- Diario de un destello (Adonáis, Rialp, Madrid, 2006)
- 岬の伝説 （Ayto.  Villanueva de laCañada, Madrid, 2005)

### 詞華集
- 赤いアカシア （Tres Fronteras, Murcia, 2008）
- 夢の中の夢　(4 de agosto, Logroño, 2012)
- 風の吹くままに （Valparaíso, Granada, 2012; 2.ª ed. ampliada 2015)
- 束の間の永遠 2005〜2016年の選集（Visor, Madrid, 2016; 2.ª ed. 2017)

### 本人による翻訳作品
- 愛の詩集（Valparaíso, Granada, 2013）エドガー・アラン・ポーの詩集の翻訳。
- 見なさい、あなたがしたことを。（Valparaíso, Granada,2014）ゴードン・E・マックニーの詩の翻訳。
- 詩 （Valparaíso, Granada, 2015）ルイス・キャロルの詩集の翻訳。
- エルザの瞳（Visor, Madrid, 2015)　ルイ・アラゴン代表作を初めてスペイン語翻訳。
- 詩のアンソロジー（Navona, Barcelona, 2018)　 シルヴィア・プラスの詩選集を翻訳。